# موفي سينما
موڤي سينما هي سلسلة صالات سينما سعودية، وهي واحدة من العلامات التجارية المحلية لدور عرض السينما في المملكة العربية السعودية. تأسست الشركة في عام 2019 ومقرها في الرياض، وهي مملوكة ومدارة من قبل شركة موفي لدور السينما. افتُتح أول فرع لموڤي سينما يوم 6 أغسطس 2019 في مجمع العرب بمدينة جدة.

## صالات السينما الحالية
1. مجمع العرب (جدة)، افتتحت في 6 أغسطس 2019.[4]
2. الحمراء مول (الرياض)، افتتحت في 20 ديسمبر 2019، وهي أول صالة سينما للشركة تُفتتح في الرياض.[5]
3. النخيل مول (الدمام)، افتتحت في 1 فبراير 2020.[6]
4. يو ووك (الرياض)، افتتحت في 6 مارس 2020.[5][7]
5. الجبيل مول (الجبيل)، افتتحت في 26 أغسطس 2020، وهي أول سينما ككل تُفتتح في محافظة الجبيل.[8][9]
6. الأحساء مول (الهفوف)، افتتحت في 26 أغسطس 2020.[10][9]
7. هيفاء مول (جدة)، افتتحت في 28 أغسطس 2020.[9]
8. عزيز مول (جدة)، افتتحت في 16 سبتمبر 2020، وهي ثالث فروعها بمدينة جدة، والثامنة على مستوى المملكة.[11]
9. النخيل مول (الرياض)، افتتحت في 25 سبتمبر 2020.[12]
10. الظهران مول (الظهران)، افتتحت في 17 أكتوبر 2020.[13]
11. سينما السيارات (الرياض)، افتتحت في 16 يناير 2021. وهي أول سينما سيارات في السعودية، وانطلقت في فعالية سينما السيارات «وميض الرياض».[14]
12. نخيل بلازا (بريدة)، افتتحت في 16 يونيو 2021، وهي أوّل سينما تُفتتح في منطقة القصيم.[15]
13. سيتي ووك (الطائف)، افتتحت في 20 أغسطس 2021، وهي أوّل سينما تُفتتح في مدينة الطائف،[16] وبها 10 صالات، تضم جميعها 783 مقعدًا.[17]

## وصلات خارجية
- الموقع الرسمي